# Autolükosz (mitológia)
Autolükosz (görög betűkkel Αὐτόλῠκος, neve jelentése: önfarkas), görög mitológiai alak, Hermész és Khioné vagy Philónisz nimfa gyermeke.
A görög mitológia egyik legravaszabb hőse. Apjától "örökölte" a lopás és a hamis eskü tehetségét. Amihez hozzányúlt, azt láthatatlanná tudta tenni, és még sok érdekes dolgot tudott cselekedni (fehéret feketére, szarvas állatot szarvatlanná stb). Soha, egyik lopását sem lehetett rábizonyítani, egészen addig, amíg Sziszüphosz – látva a csorda fogyatkozását – a marhái patáját megjelölte bevésett betűkkel és ólommal, és a paták betűiből ez a mondat alakult ki: „Autolükosz lopott el engem”. Csak ezután ismerte el a tolvaj a valóságot. A ravaszsági próba után a két ravaszdi – Szüsziphosz és Autolükosz – barátságot kötött, és Autolükosz Szüsziphosz lányával, Antikleiával nemzette Odüsszeuszt, az agyafúrt ithakai királyt. Így lett Odüsszeusz Autolükosz unokája (e történet szerint nem Laertész Odüsszeusz apja, mert már várandósan vette el a lányt).
Autolükosz egy másik tette az volt, amikor ellopta Eurütosz oikhaliai király nyilát, amit azután Héraklészra kent. Héraklész tőle tanulta a birkózást. Fia, Aiszimosz révén egy másik, szintén eszes unokája született, Szinón.